# ウィンストン・チャオ
ウィンストン・チャオ（趙 文瑄、Winston Chao、1960年6月9日 - ）は、台湾の俳優。

## 経歴
明志工業専科学校を卒業後、ノースウェスト航空の地上勤務を経て、中華航空のフライトアテンダントを8年務める。その後、大学進学を目指して退職し受験準備を進めていたが、アン・リー監督の映画『ウェディング・バンケット』で英語を話せる男優を応募していることを知り、米国までオーディションを受けに行って合格し、主演デビューを飾った。それ以来、台湾と香港で多数の映画に出演し、90年代半ばからは中国でも数多くの文芸ドラマに出演している。1997年の映画『宋家の三姉妹』で孫文を演じて以後、テレビドラマ『孫中山』（2001年）、映画『孫文-100年先を見た男-』（2006年）、『1911』（2011年）など多くの作品で孫文を演じている。歴史ドラマでは、帝王の役を演じることが非常に多い。

## 出演作

### 映画
- ウェディング・バンケット（1993年）
- 恋人たちの食卓（1994年）
- 赤い薔薇白い薔薇（1994年）
- 宋家の三姉妹（1997年）
- ア・リトル・ライフ・オペラ（1997年）
- 女ともだち（1997年）
- レジェンド 三蔵法師の秘宝（2002年）
- 孫文-100年先を見た男-（2006年）
- 1911（2011年）
- また蝶が舞う日まで（中国語版）（2013年）
- 魔界戦記 〜雪の精と闇のクリスタル〜（2015年）
- スキップ・トレース（2016年）
- 帝王カバーリ（2016年）
- MEG ザ・モンスター（2018年）
- ペガサス/飛馳人生（2019年）

### テレビドラマ
- 大明宮詞（1998年）
- 楊貴妃（2005年）
- 武則天秘史（中国語版）（2011年）
- 恕の人 -孔子伝-（2012年）
- 舞楽伝奇〜遥かなる旅路〜（中国語版）（2013年）
- 末代皇帝伝奇（2014年、日本未公開）
- 孤独的美食家（2015年、日本未公開、中国版『孤独のグルメ』）
- 孤独のグルメ Season5 第5話    （2015年10月31日、テレビ東京） - 伍郎 役
- ミーユエ 王朝を照らす月（2015年)
- 開封府〜北宋を包む青い天〜（2017年）
- 君は僕の談判官（中国語版）（2018年）
- 大宋宮詞 〜愛と策謀の宮廷絵巻〜（2021年）